# Сражение при Вагхойзеле
Сражение при Вагхойзеле (нем. Gefecht bei Waghäusel) произошло 21 июня 1849 года в северном Бадене, в городках Вагхойзель и Визенталь. В сражении столкнулись баденская революционная армия и прусские войска. Это было одно из решающих сражений во время Баденской революции, закончившееся после первоначального успеха революционной армии её беспорядочным отступлением.
После отказа в конце апреля 1849 года прусского короля Фридриха Вильгельма IV от германской имперской короны и конституции по всей Германии вспыхнули новые восстания. Народ не хотел, чтобы у него отобрали конституцию, составленную Национальным собранием во Франкфурте. В Бадене герцогская армия, за исключением офицеров, полностью перешла на сторону революционеров. Таким образом, баденские повстанцы имели в своем распоряжении армию численностью около 45 000 солдат, а крепость Раштатт со всем ее оружием и боеприпасами попала в их руки. Офицерские должности заполнялись преданными унтер-офицерами, что, конечно, влекло за собой проблемы: в революционной армии не хватало опытных и компетентных военачальников. Командующим революционной армией стал Франц Зигель. После ранения в июне 1849 года его сменил генерал Людвик Мерославский.
В мае 1849 года Пруссия создала два импровизированных армейских корпуса под верховным командованием принца Прусского, чтобы подавить восстание в Пфальце и в Бадене от имени Германской Конфедерации. К ней присоединились контингенты из Баварии, Гессена и Нассау, всего около 70 000 человек и 126 орудий. Постепенно Пфальц был оккупирован прусскими войсками. Когда Людвигсхафен был взят пруссаками, пфальцские революционеры отступили через Рейн в Мангейм и разрушили за собой мост через реку. Несколько дней революционные войска из Мангейма обстреливали город Людвигсхафен и превратили его в руины. После боев пфальцские революционные отряды отступили к восставшей баденской армии в районе Неккара.
Когда главнокомандующий революционными войсками Людвик Мерославский узнал о переброске 20 июня прусских войск из Гермерсхайма в Райнсхайм, он противопоставил пруссакам большую часть своей армии. 21 июня развертывание его войск у Вагхойзеля закончилось еще до 9 часов утра, и город был окружен полукольцом. 1-я прусская дивизия закрепилась в зданиях сахарного завода, церкви и почты и стала отражать атаки революционной армии. Около полудня баденцам удалось захватить фабрику, и пруссаки отступили в направлении Филипсбурга.
Однако утром 21 июня другая прусская дивизия под командованием генерал-майора фон Форста двинулась в направлении Визенталя, чтобы прийти на помощь своим осажденным войскам в Вагхойзеле. Около полудня на окраине Визенталя ей были заняты позиции. В 14:30 завязался первый бой. Командовавший революционными войсками в Визентале генерал Франц Зигель быстро понял, что ему не удастся успешно защитить город и надеялся на подход кавалерии революционеров из Вагхойзеля. Однако полковник Беккерт, командовавший ей, неправильно оценил ситуацию и вернулся в Вагхойзель.
Это привело к тому, что все баденские войска, которые все еще стояли лагерем в Вагхойзеле, в хаотичном беспорядке отступили к Гейдельбергу. Только с трудом Францу Зигелю и его солдатам удалось отступить в направлении Киррлаха. Первоначальная победа обернулась катастрофическим поражением.
Теперь баденскими революционерами была предпринята попытка построить новую линию обороны на Мурге. Однако, поскольку их собственные силы сократились до 20 000 человек из-за дезертирства, 30 июня пришлось снова оставить слабую линию Мурга ввиду превосходства пруссаков. Баденская революционная армия уже не могла оказывать последовательного сопротивления. Ведя разрозненные бои её остатки отошли в Швейцарию. Крепость Раштатт продержалась еще три недели, прежде чем 23 июля 1849 года баденская революционная армия капитулировала перед пруссаками ввиду безвыходной ситуации. Мечта о свободе закончилась.

## Источиники
- Operationen und Gefechtsberichte aus dem Feldzuge in der Rhein-Pfalz und im Großherzogthum Baden, im Jahre 1849. In: Beiheft zum Militair-Wochenblatt für Januar, Februar und März 1850, Berlin 1850, S. 50–84
- Wilhelm Blos (Hrsg.): Denkwürdigkeiten des Generals Franz Sigel aus den Jahren 1848 und 1849. Bensheimer, Mannheim 1902, S. 166
- Ludwik Mierosławski: Berichte über den Feldzug in Baden. Berlin 1849, S. 15–18
- Aleksandre Zurkowski: Kurze Darstellung des Feldzuges in Baden und der Pfalz, Bern 1849, S. 25–29